# ستار خلف
ستار خلف (من مواليد 1 يوليو 1946) هو حارس مرمى عراقي سابق لعب مع المنتخب العراقي في نهائيات كأس آسيا عام 1972، ولعب للمنتخب الوطني بين عامي 1968 و1975. حصل على لقب أفضل حارس مرمى عربي لعامين متتاليين 1972-1973. حصل على لقب أفضل حارس في تصفيات كاس العالم 1974 في استراليا. حصل على لقب أفضل حارس في الأندية الآسيوية 1971 

## الإحصائيات

### الأهداف الدولية
| رقم | تاريخ          | مكان                        | الخصم | نتيجة | حصيلة | منافسة               |
| --- | -------------- | --------------------------- | ----- | ----- | ----- | -------------------- |
| 1.  | 13 ديسمبر 1971 | الملعب الوطني، مدينة الكويت | سيلان | 5 –0  | 5–0   | تصفيات كأس آسيا 1972 |